# Ніневія (провінція)
Ніневія, Нінуа (араб. محافظة نينوى; курд. نینو; сир. ܢ ܝ ܢ ܘ ܐ) — провінція (мухафаза) на півночі Іраку біля сирійського кордону. На півдні межує з мухафазами Анбар і Салах-ед-Дін, на півночі з мухафазою Дахук, на сході з мухафазою Ербіль. Адміністративний центр — місто Мосул. Інші великі міста — Таль-Афар, Шергат, Бахдіда, Синджар, Хаммам-ель-Аліль, Барталла. Більшість населення мусульмани-суніти. Названа на честь Ніневії, руїни якої розташовані на території провінції. Місце концентрації ассирійців в Іраці.
До 1976 року називалася вілаят Мосул, який включав також провінцію Ніневія.

## Округи

Округи Ніневії

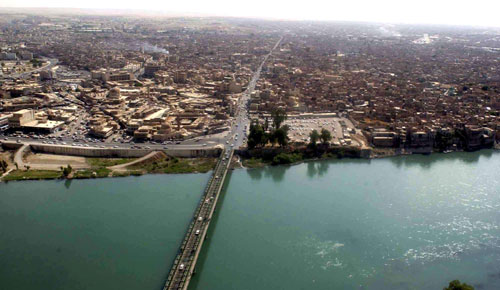
Річка Тигр у місті Мосулі

1. Акра (`Aqra) — адм. центр Акра
2. Мосул (Al-Mûsul) — адм. центр Мосул
3. Синджар (Sinjâr) — адм. центр Синджар
4. Таль-Афар (Tall `Afar) — адм. центр Таль-Афар
5. Телль-Кайф (Tall Kayf) — адм. центр Телль-Кайф
6. Шайхан (Shaykhân) — адм. центр Шайхан
7. Ель-Баадж (Al-Ba `âj) — адм. центр Ель-Баадж
8. Ель-Хадр (Хатра; Al-Hadhra) — адм. центр Ель-Хадр
9. Ель-Хамданія (Al-Hamdaniya) — адм. центр Бахдіда (Bakhdida)
10. Ель-Шихан (Al-Shîkhân) — адм. центр Айн-Сифні (`Ayn Sifnî)

При цьому округи Акра і Шайхан знаходяться під контролем Курдистанського регіонального уряду і не підкоряються Мосулові.